# セーヴルモワンヌ
セーヴルモワンヌ （Sèvremoine）は、フランス、ペイ・ド・ラ・ロワール地域圏、メーヌ＝エ＝ロワール県のコミューン。

## 歴史
自治体間連合モワンヌ＝エ＝セーヴル（fr）に属する10のコミューン、ル・ロンジュロン、モンフォーコン・モンティニェ、ラ・ルノーディエール、ルセ、サンタンドレ・ド・ラ・マルシュ、サン・クレパン・シュル・モワンヌ、サン・ジェルマン・シュル・モワンヌ、サン＝マケール＝アン＝モージュ、ティリエール、トルフーが合併し、2015年12月15日に創設された。